# Metadorcinus tucumanus
Metadorcinus tucumanus es una especie de coleóptero de la familia Lucanidae.

## Distribución geográfica
Habita en Argentina.